# Драголюб Николовски
Драголюб Николовски, известен като Ганди (на македонска литературна норма: Драгољуб Николовски Ганди), е политик от Социалистическа република Македония.

## Биография
Роден е във Велес, Кралство Югославия, в 1928 година. Завършва Историческия факултет на Скопския университет. Работи като преподавател по история, директор на осново училище и на гимназия във Велес. Има важен принос за проучването на античния град Стоби. Дълги години е депутат в Събранието на Социалистическа република Македония, председател на комисията за просветно-културни въпроси в Републиканския събор в Събранието и председател на комисията за обществено-политическата система в Събранието. Секретар е на околийския комитет на Съюза на комунистите на Македония във Велес. Носител е на Ордена на Републиката с бронзов венец.
Умира на 13 май 2016 година в Скопие.